# Нитриды
Нитри́ды — соединения азота с менее электроотрицательными элементами, например, с металлами (AlN, TiNx, Na3N, Ca3N2, Zn3N2 и т. д.) и с рядом неметаллов (NH3, BN, Si3N4).
Соединения азота с металлами чаще всего являются тугоплавкими и устойчивыми к высоким температурам веществами. Например — эльбор.
Нитридные покрытия придают изделиям твёрдость, коррозионную стойкость; находят применение в энергетике, космической технике.

## Строение
В зависимости от типа химической связи между атомами нитриды подразделяются на ионные, ковалентные и металлоподобные (ионно-ковалентно-металлические). Атомы азота в нитридах могут принимать электроны менее электроотрицательного элемента, при этом образуя стабильную электронную конфигурацию s2p6 или отдавать электрон партнеру с образованием устойчивой конфигурации sp3). В первом случае нитриды характеризуются наличием ионной связи, во втором химическая связь является типично металлической. В обоих случаях присутствует также некоторая доля ковалентной составляющей. В соединениях азота с бором и кремнием преобладает ковалентный характер химической связи.
Ионная связь наблюдается в нитридах металлов I и II групп периодической системы. Состав этих нитридов отвечает обычным валентным соотношениям. Эти нитриды подвергаются гидролизу с выделением аммиака, обладают высоким электрическим сопротивлением, у них наблюдаются полупроводниковые свойства).
Ковалентными нитридами являются нитриды бора, кремния, алюминия, галлия, индия. Ковалентные нитриды являются диэлектриками и полупроводниками с широкой запрещенной зоной.
Переходные металлы образуют нитриды с преимущественной металлической связью. Эти вещества обладают значительной твёрдостью и хрупкостью, высокой электропроводностью, высокими температурами плавления, большой энтальпией образования.

## Получение
Нитриды ионного типа получаются при взаимодействии металлов с азотом при температурах 700—1200 °C. Другие нитриды можно получить взаимодействием металла с азотом или аммиаком или восстановлением оксидов, хлоридов металла углеродом в присутствии азота или аммиака при высоких температурах. Нитриды образуются также в плазме в дуговых, высокочастотных и сверхвысокочастотных плазмотронах. В последнем случае нитриды образуются как ультрадисперсные порошки с размером частиц 10-100 нм.

## Химические свойства
Нитриды ионного типа легко разлагаются водой и кислотами, проявляя основные свойства:
{\displaystyle {\mathsf {Li_{3}N+3H_{2}O\rightarrow 3LiOH+NH_{3}\uparrow }}}
{\displaystyle {\mathsf {Ca_{3}N_{2}+6H_{2}O\rightarrow 3Ca(OH)_{2}+2NH_{3}\uparrow }}}
Нагревание нитридов элементов V, VI и VIII групп приводит к их разложению с выделением азота, низших нитридов и твердых растворов азота в металлах. Нитриды бора, кремния, алюминия, индия, галлия и переходных металлов IV группы при нагревании в вакууме не разлагаются.
Окисление нитридов кислородом приводит к образованию оксидов металлов и азота. Взаимодействие нитридов с углеродом приводит к образованию карбидов и карбонитридов.

## Применение
Тугоплавкие нитриды применяют в качестве огнеупорных и температуростойких материалов, твёрдые — в производстве твердосплавного и абразивного инструмента, как изностостойкие, жаропрочные и жаростойкие материалы.

## Примеры
- Нитрид диниобия
- Нитрид калия
- Нитрид лантана
- Нитрид лютеция
- Нитрид неодима
- Нитрид нептуния
- Нитрид олова
- Нитрид полония
- Нитрид селена
- Нитрид тетражелеза